# Revere (Massachusetts)
Pour les articles homonymes, voir Revere.
Revere est une ville du comté de Suffolk, Massachusetts, au nord de Boston. En 2010, la population était de 51 755 personnes.
Anciennement appelée North Chelsea, la ville a changé de nom en 1871 en l'honneur du patriote américain Paul Revere.